# 吉村真希
吉村 真希（よしむら・まき）は、関西地方で活動する南気象予報士事務所所属の気象予報士・防災士。

## 人物・経歴
大阪市生まれの大阪府大東市育ちで、みずがめ座。血液型はO型。
関西大学工学部機械工学科を卒業後に、企業へ勤務しながら気象予報士を取得。日本気象協会関西支社への転職を経て、NHK大阪放送局との間で気象キャスターとしての出演契約を結んだ。ちなみに、映画監督の三島有紀子とは出身大学こそ違うものの、大学生時代に同じ映画同好会で活動。吉村がNHK大阪放送局と契約していた時期には、三島も同局に勤務していて、ドキュメンタリー番組の制作に携わっていた。
NHKとの出演契約期間満了を機に、日本気象協会を退職したうえで、関西地方を中心にフリーランスの気象予報士として活動。主に毎日放送（MBSテレビ・MBSラジオ）制作の番組で天気予報を伝えるほか、2008年からは、NPO法人「気象キャスターネットワーク」に参加している。MBSテレビの報道・情報番組（『ちちんぷいぷい』『VOICE』）では、本来の気象キャスター（今出東二や西池沙織）が休暇などで出演できない期間に、不定期でキャスター代理を務めていた。
ちなみに、毎日放送では2016年9月に、在阪の放送事業者では初めて気象庁から気象予報業務の実施を許可。この許可を受けて「気象情報部」（放送上の通称は「MBSお天気部」）を設立したことを背景に、2017年4月からは、「MBS気象予報部の気象予報士」として『松井愛のすこ〜し愛して♥』『こんちわコンちゃんお昼ですょ!』（いずれもMBSラジオが平日に放送する生ワイド番組）で同局独自観測の天気予報（特定地点でのピンポイント予報など）を定期的に伝えている。また、2016年10月から「お天気部」の一員としてテレビ番組の気象キャスターを務める広瀬駿が担当番組（『ちちんぷいぷい』など）へ出演できない場合には、スタジオで広瀬の代役を務める。さらに、2017年度のナイターオフ期間以降は、南利幸（所属事務所の代表・MBS気象予報部所属の気象予報士）や同僚の気象予報士（広瀬および前田智宏）と共に『こちら茶屋町お天気部!』（MBSラジオの生放送番組）でパーソナリティを務める。

## 現在の出演番組
以下はいずれも、MBSラジオの生放送番組。
- 『こちら茶屋町お天気部!』（ナイターイン期間にも『MBSマンデースペシャル』内で2ヶ月に1回放送）
- 『松井愛のすこ〜し愛して♥』水・金曜日12時台「お天気のお知らせ」（2017年4月 - ）
- 『こんちわコンちゃんお昼ですょ!』水・金曜日14時台「お天気のお知らせ」（2017年4月 - ）

MBSラジオが制作する他の生放送番組でも、毎日放送が独自に観測した天気予報を伝えることがある。

## 過去の出演番組
- 『はやみみラジオ!水野晶子です』「お天気のお知らせ」（MBSラジオ、2007年4月から番組終了（2008年3月）まで）
- 『ぐるっと関西プラス』 気象情報（NHK大阪、2008年4月から番組終了（2009年3月）まで）
- 『ぐるっと関西おひるまえ』 土曜日気象情報（NHK大阪、2009年4月から番組終了（2013年3月）まで）
- 『ウイークエンド関西』（NHK大阪、2004年4月から2016年3月まで）
- 『週末応援ナビ☆あほやねん!すきやねん!』 気象情報（NHK大阪、2013年4月から番組終了（2016年3月）まで）
- 『VOICE』（MBSテレビ、本来の気象キャスターが出演できない場合に不定期で担当）
- 『ちちんぷいぷい』（MBSテレビ、本来の気象キャスターが出演できない場合に不定期で出演）
- 『クマロク!』（NHK熊本、2023年6月23日・11月16日 - 17日）気象キャスター、同じ事務所の結城弘汰が休みのため代行。